# Nicolás Bravo (Delicias)
Nicolás Bravo es una localidad del estado mexicano de Chihuahua. Es parte del municipio de Delicias.

## Toponimia
El nombre de la localidad rinde homenaje a Nicolás Bravo, héroe de la Independencia de México.

## Demografía
| Gráfica de evolución demográfica |
|                                  |

| Censo | Población |
| ----- | --------- |
| 1940  | 142       |
| 1950  | 1 892     |
| 1960  | 1 327     |
| 1970  | 525       |
| 1980  | 911       |
| 1990  | 1 316     |
| 2000  | 1 246     |
| 2010  | 1 772     |
| 2020  | 1 630     |